# Hadeland Glassverk
Hadeland Glassverk est une verrerie situé à Jevnaker, dans le fylke d'Akershus, Norvège.

## Histoire

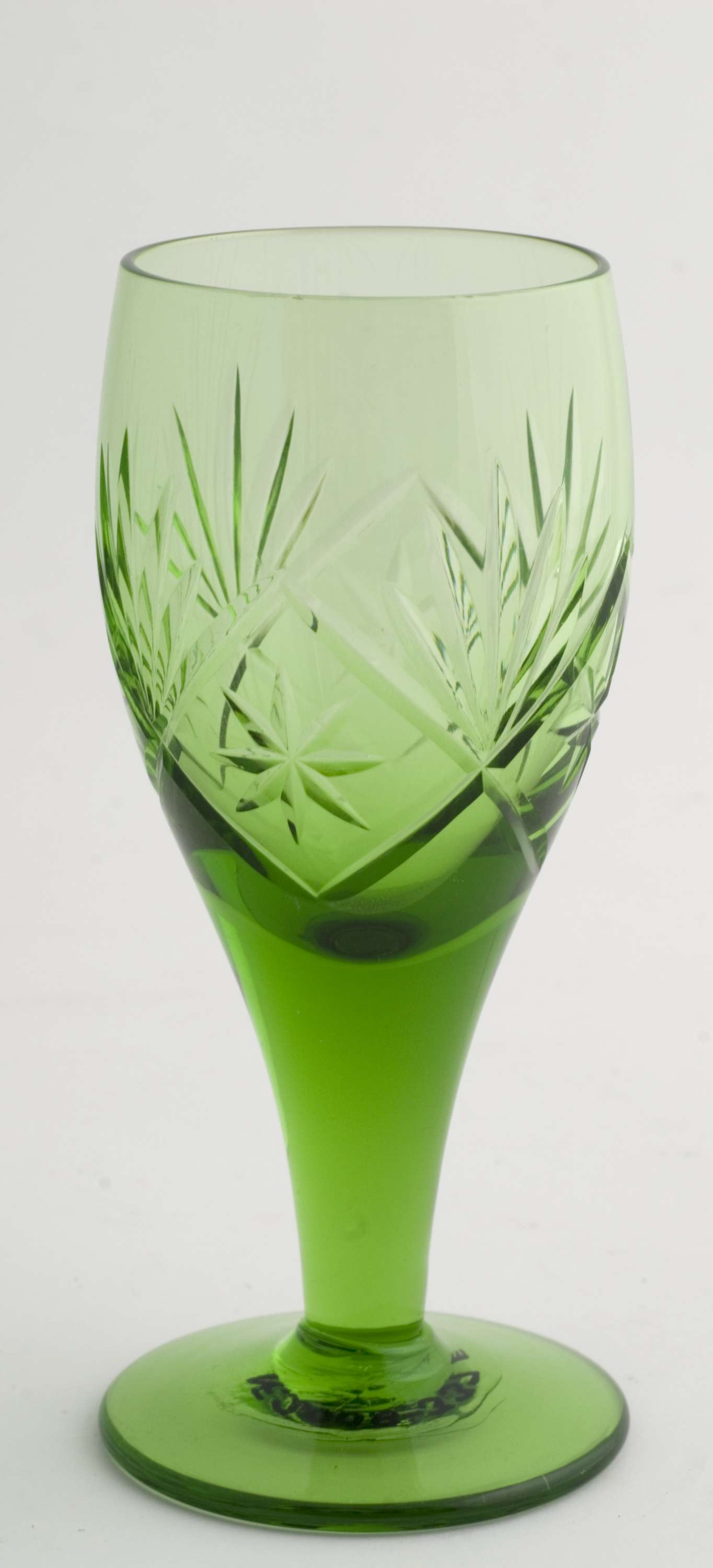
Un verre fabriqué par Hadeland Glassverk.

La verrerie a été fondée en 1762 sur un terrain appartenant au domaine Mo. La production a commencé en 1765. À l'époque, la Norvège ne disposait pas d'artisans qualifiés, ceux-ci étaient recrutés à l'étranger, principalement en Allemagne. Au départ, la production consistait principalement à des bouteilles, bocaux de pharmacie, flacons de médicaments et articles ménagers en verre. En 1852, Ole Chr. Berg a pris en charge la verrerie et l'entreprise a connu un développement spectaculaire. La production a été redéfinie des verres à vin aux bols, plats et vases. Au cours du XIXe siècle, la verrerie a principalement copié les motifs d'autres pays européens et dans les années 1920, elle a commencé à développer ses propres créations.
En mai 2012, le roi Harald a célébré le 250e anniversaire de Hadeland Glassverk.